# Matsuida-shuku

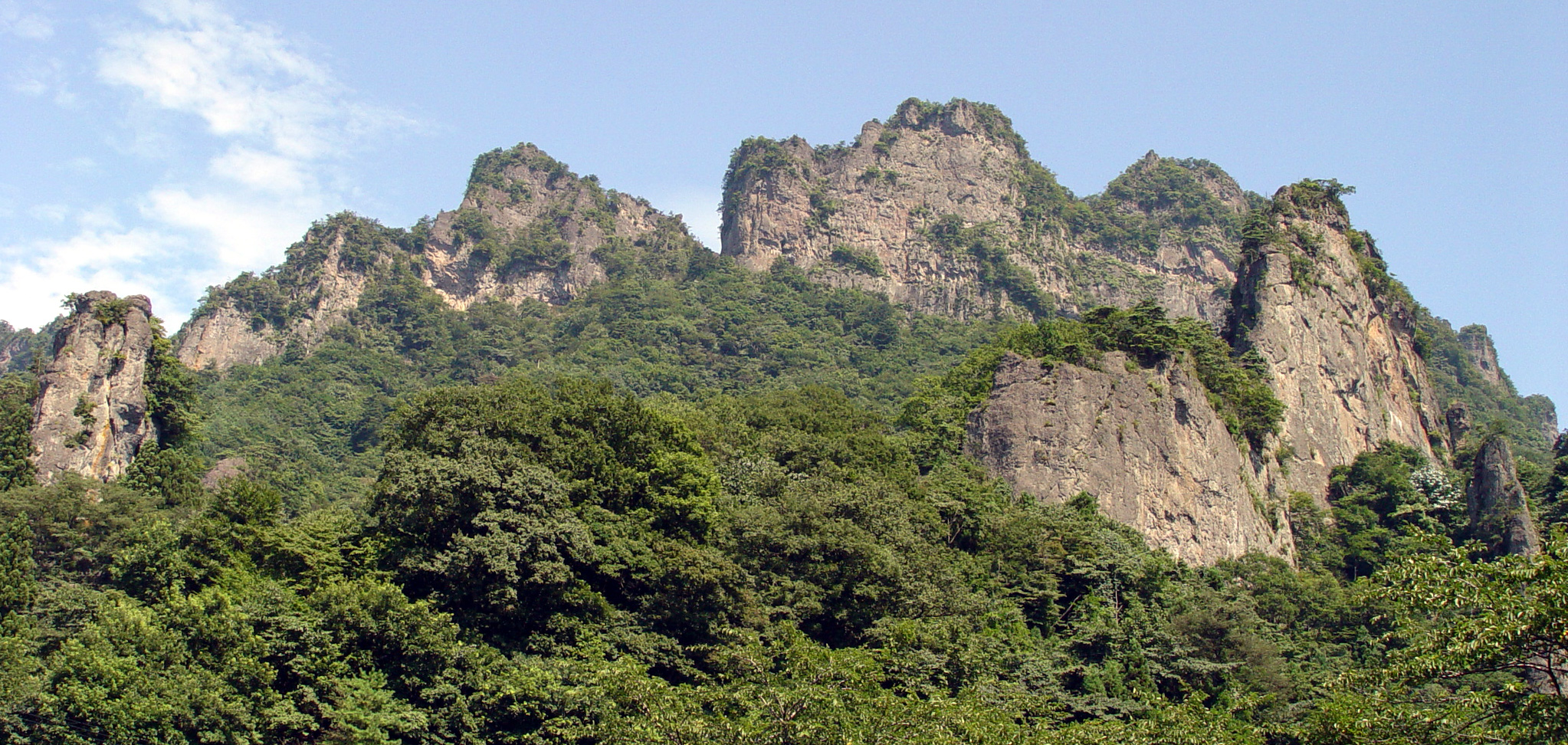
Le mont Myōgi qui surplombe la station.

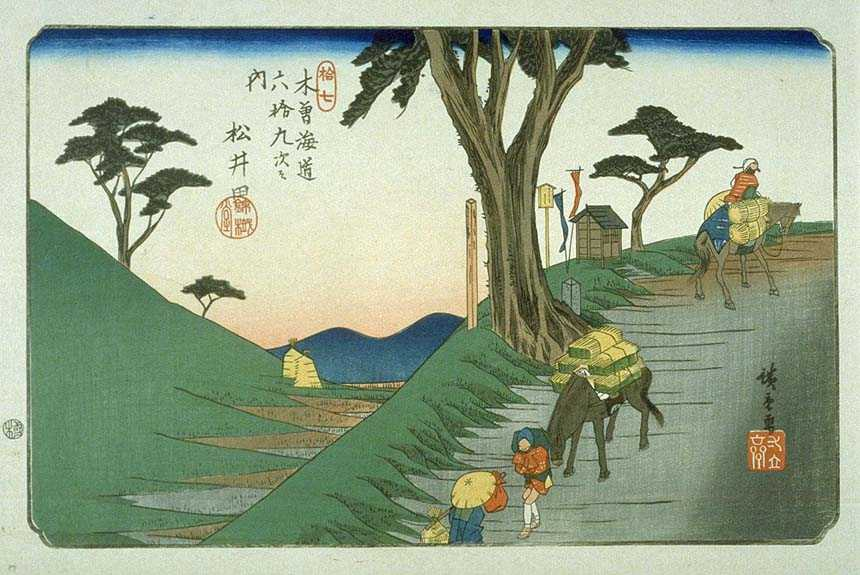
Matsuida-shuku, estampe de Hiroshige de la série Les Soixante-neuf Stations du Kiso Kaidō.

Matsuida-shuku (松井田宿, Matsuida-shuku) était la seizième des soixante-neuf stations du Nakasendō. Elle est située dans la ville moderne d'Annaka, préfecture de Gunma au Japon, au pied du mont Myōgi.

## Voyage vers Kyoto
Le point de contrôle d'Usuinoseki était un des quatre points de contrôle importants le long du Nakasendō et se trouvait entre Matsuida-shuku et Sakamoto-shuku. Les voyageurs qui voulaient éviter ce point de contrôle pouvait avoir recours à un hime kaidō qui les faisait passer par les montagnes et les amenait à Oiwake-shuku, la douzième station du Nakasendō.

## Stations voisines
Nakasendō
Annaka-shuku – Matsuida-shuku – Sakamoto-shuku